# 日本騎手クラブ
日本騎手クラブ（にほんきしゅクラブ）とは、日本中央競馬会（JRA）に所属する騎手によって組織されている任意団体である。騎手会とも呼ばれる。選手会の一つ。

## 概要
騎手の騎乗技術や社会的地位の向上、中央競馬の発展に寄与することなどを目的に、1960年5月16日に社団法人「日本調教師騎手会」から独立した。JRAに所属している騎手は全員加盟している。
関東（美浦）と関西（栗東）に2つの支部がある。役員任期は2年で、会長1名、副会長2名、東西支部長各1名は、理事による互選で選出される。なお、会長は「日本中央競馬会運営審議会」の委員にも任命されている。
日本騎手クラブによって騎手の福祉の増進を図るための共済制度が設けられており、騎手にとっての互助団体としての役割を担っている。また、各地でファンとの交流イベントやチャリティーオークションを主催したり、ボランティア活動なども行っている。
また騎手という職業上、命に関わるような事故が起きやすいため、調教や競走で使用する馬具や競馬場の施設・コースなどの改善・改修を議論したり競馬会へ提案したりすることも重要な役目である。実際に騎手が競走で着用するヘルメットや勝負服の下に着るジャケットなどはその提案が生かされている。
2010年4月12日の東西役員総会で、会長に武豊、副会長に蛯名正義と福永祐一、関東支部長に横山典弘、同副支部長に内田博幸、関西支部長に福永祐一、同副支部長が佐藤哲三が選出、会長の柴田善臣は相談役となることが決まり、9月16日付で就任した。任期は2011年9月15日までとなっている。

## 役員構成
2024年現在
- 会長：武豊
- 副会長：北村宏司・和田竜二
- 相談役：柴田善臣
- 関東支部
  - 支部長：戸崎圭太
  - 副支部長：田辺裕信
- 関西地区
  - 支部長：和田竜二（副会長兼任）
  - 副支部長：川田将雅

## おもな役員経験者
会長
- 保田隆芳（1960年5月 - 1970年2月）
- 野平祐二（1970年3月 - 1975年2月）
- 加賀武見（1975年3月 - 1988年1月）
- 郷原洋行（1988年4月 - 1993年2月。なお、1988年2月 - 同年3月までは会長代行）
- 柴田政人（1993年3月 - 1995年3月）
- 岡部幸雄（1995年4月 - 2005年3月）
- 柴田善臣（2005年4月 - 2010年9月）
- 武豊（2010年9月 - ）

副会長
- 久保敏文（関西支部長も兼任）
- 蓑田早人（柴田の後任。 - 2000年2月）
- 河内洋（関西支部長も兼任）
- 鹿戸雄一（蓑田の後任。2000年3月 - 2007年2月）
- 蛯名正義（2010年9月 - 2018年3月）
- 福永祐一（2010年9月 - 2023年2月）
- 北村宏司（2018年4月 - ）
- 和田竜二（2023年5月 - ）

関東支部長
- 加藤和宏
- 蛯名正義
- 横山典弘（2010年9月 - 2018年3月）
- 北村宏司（2018年4月 - 2023年4月）
- 戸崎圭太（2023年5月 - ）

関西支部長
- 久保敏文（ - 1994年）
- 河内洋（久保の後任。1994年 - 2003年2月）
- 松永幹夫（河内の後任。2003年3月 - 2006年2月）
- 武豊（松永の後任。2006年3月 - 2010年4月）
- 福永祐一（2010年9月 - 2023年2月）
- 和田竜二（2023年5月 - ）

## 関連団体
- 日本調教師会
- 全日本騎手連盟 - 地方競馬所属騎手によって組織されている団体